# Hahn/Cock
Hahn/Cock(Hahn〔独〕もcock〔英〕も雄鶏の意）は、ドイツ人の芸術家カタリーナ・フリッチュが製作した、巨大な青い雄鶏の彫刻である。2013年7月25日にロンドンのトラファルガー広場で披露され、広場の空白の台座ことフォース・プリンスに設置された。ファイバーグラス製で、高さは5メートル弱にもなる。フォース・プリンスに展示された6番目の作品であり、2015年2月17日まで台座に置かれていた。その後メリーランド州のグレンストーン美術館が購入し、2016年に再オープンしたワシントンD.C.のナショナル・ギャラリーで公開された。
この作品には二つのバージョンがあり、もう一つはミネアポリスにあるウォーカー・アート・センターの彫刻庭園で、作者がデザインした台座のうえに展示されている。

## 作品
フリッチュは、製作に２年半をかけたこの雄鶏には無数の解釈が可能であるとしつつも、これが「フェミニストの彫刻」であると語っている。「なぜなら、そこで能動的であるのは私だからです。私、つまり女性が、男性的な何かを描写している。歴史的にみれば、これはあべこべです。しかし私たちの役割は入れ替わりつつあります。そして多くの男性はむしろそれを楽しんでいるのです」。雄鶏が置かれた周囲のエリアは強烈に男性的な性質を持ち、「台座に立つ男性」の彫刻がいくつも並ぶ。ビジネスの中心街というロンドンのステータスとも響き合う男性中心の文化だと彼女は言う。雄鶏の像は、それをユーモラスに相殺しようという試みだ。広場の残り３つの台座に立つ彫刻はどれも非常に格調高い騎馬像であるのと対照的である。「私にとって、ユーモアを持たせることはいつも大事なことです。ユーモアがあることで物事は深刻になりすぎることがありません。私はイギリス式のユーモアが好きなんです。だいぶダークになることが多いところも」。
この彫刻を選んだのはフォース・プリンス委託グループであり、作品の委託発注については専門家が有識者として助言と監督を行っている。フリッチュへ発注したときのプレス･リリースは次のような文章だった。
この彫刻は〔... 〕さまざまな次元から語りかけてくる。第一に、作品が置かれる場所の格式張った雰囲気についてよく考えられている。トラファルガー広場のほとんどの建物が灰色であり、そこに思いがけないような力強い色合いがアクセントとしてはいるだろう。この生き物の大きさも色もすべての状況をシュールに、あるいは単純に普通でないものにしてしまう。雄鶏は再生と覚醒、力のシンボルでもあるが、最終的にこの作品は、非常にアイロニカルな形で、男性性を物差しとするイギリス社会に目を向けさせ、生物学的な決定論への思考を誘うのである
2013年7月25日、ロンドン市長だったボリス・ジョンソンによって作品の発表が行われた。対仏戦争の勝利を記念した広場に、フランスの象徴である雄鶏の彫刻が立つことの皮肉を指摘したのもボリス・ジョンソンだった。作者のフリッチュは、彼に言われるまでそのつながりには気づかなかったという。彼女は雄鶏を選んだのは力と再生のモチーフを表現したかったからだとしつつ、「ナポレオンに対する勝利を記念する場所にフランス的なものが置かれるとは、副作用にしてもおもしろい。ナポレオンは雄鶏になって帰ってきたというわけだ！」と語っている。このときのジョンソンのスピーチは次のようなものだった。「どうかフランスの皆さんは、これを行きすぎた愛国主義だとは受けとらないでほしい。…とはいえ私からすれば、これは最近〔2012年〕のツール･ド・フランスにおけるイギリスの勝利を表しているように思います。私たちは〔一位、二位と〕続けて二度の勝利を手にしたのです…。これはニワトリのようにロンドンへ持ち込まれた、フランス人がスポーツにかけるプライドの象徴です。私たちは大英帝国の広場の中心に、こうしたフランスの雄鶏を並べているのです」。
またフリッチュもジョンソンも、この作品の名前がもつ性的なダブル･ミーニングについて言及している。ドイツ語のhahnにも英語のcockにも、雄鶏以外にもう一つの同じ意味があるが、フリッチュはこれが意図的な言葉遊びであることを認めている。彼女が強調するのは、トラファルガー広場そのものが多分に男根崇拝の要素を持っていることである。「要するに男性的なポーズをとること、力を誇示すること、そして…勃起した陰茎を見せるってこと！だってほら、見てよあの柱を！」。ジョンソンはアイロニカルな雄鶏が自分の男らしさを毀損するように感じるかと聞かれて、「いや、全く。パワーと情熱をもったあの鳥と交信できて幸せだよ。あの王者の風格と自信に満ちた雰囲気には自分が鼓舞された気になるね」と答えている。除幕式では「大きな、青い、……鳥」と大きな間をとりコックという言葉を避けて作品を発表しつつ、ボリス・ジョンソンは「ダブル・ミーニングで失敗したくないし、この素敵な生き物はいつまで広場に『立ちっぱなし』なのか聞いてみよう」と聴衆に語った。

## 受容
この作品は批評家筋にもおおむね好意的に受け止められたが、発表を報じるメディアの見出しには駄じゃれが並んだ（「ロンドン、トラファルガー広場のフォース・プリンスに大きな青いコックが屹立」、「トラファルガー広場のボリス・ジョンソン、立派な大きさの青いコック、不機嫌な女性」、「ボリス・ジョンソン、トラファルガー広場で巨大なコックをお披露目」など）。
ガーディアン紙のエイドリアン・サールは「スケール、立体表現、細部のこだわり、どれもしっくりくる」、「この彫刻は、ごくリアルでありながら空想上の生き物を思わせる」と表現しており、「意味ありげだったり何か含みがあるように曲解させる見方」はあらかじめ排除されていて、不遜でありながら「雰囲気を明るくし、気分を高揚させる」作品と評価している。デイリー・テレグラフのセレーナ・デイヴィスは、これまでフォース・プリンスに設置された作品ほどの強い印象はないが、それでも「2005年にパブリックアートの発注が始まってから、空いた広場の台座に置かれてきた作品のなかでも、一二を争うほど陽気な作品」と語っている。
BBC Newsのアート担当記者レベッカ・ジョーンズも、この作品には「ある種の陽気さがあり、多くの人の顔に笑みをもたらす」と評価している。地元の保守系団体であるソーニー・アイランド協会は、「ちょっとした気晴らしになる程度で、トラファルガー広場という文脈にそぐわない」という理由からこの作品の設置に抗議をおこなった。しかしガーディアン紙のチーフ・アートライター、シャーロット・ヒギンズは、フリッチュの作品はそもそも「『奇抜で大げさ』にみえ、文脈に『関係ない』」傾向にある、と反論する。彼女によれば、よくないのは「考えすぎること。あれはトラファルガー広場の大きくて、青くて、楽しくて、奇妙で、シュールな鳥なのだ。そして私たちみんなを元気づけようとしている。カタリーナの雄鶏は、私がそうあってほしいと考えているとおりに、成功をおさめることだろう」。